# Amet
Amet é uma cidade e um município no distrito de Rajsamand, no estado indiano de Rajastão.

## Geografia
Amet está localizada a 25° 18′ N, 73° 56′ L. Tem uma altitude média de 575 metros (1886 pés).

## Demografia
Segundo o censo de 2001, Amet tinha uma população de 16,669 habitantes. Os indivíduos do sexo masculino constituem 51% da população e os do sexo feminino 49%. Amet tem uma taxa de literacia de 66%, superior à média nacional de 59.5%; com 59% para o sexo masculino e 41% para o sexo feminino. 15% da população está abaixo dos 6 anos de idade.